# 印台街道
印台街道，是中华人民共和国陕西省铜川市印台区下辖的一个街道办事处。
2015年，陕西省民政厅批复同意撤销印台乡，设立印台街道办事处。

## 行政区划
印台街道下辖以下地区：
顺金社区、印台村、西村、楼子村、前齐村、神武村、窑科村、苏家庄村、济阳村、前塬村、桥子村、崖窑村、刘村、东塬村、寇村、枣庙村、柳湾村、顺河村和虎头村。